# 限田免役法
限田免役法，北宋以限制占田数量来抑制土地兼并，超过占田数量承担赋役的制度。
乾兴元年（1022年）十二月，宋朝颁布限田令，规定官户占田不可超过三十顷，衙前将吏等应复役者占田不可超过十五顷。但是没有贯彻，北宋的土地兼并越来越严重。宋神宗熙宁变法推行免役法，宋哲宗元祐六年（1091年）八月，规定品官形势户允许占田五十顷，超过的与编户齐民一样，交纳役钱。宋徽宗政和年间，规定《限田免役法》，一品限田一百顷，二品九十顷，下至八品二十顷，九品十顷。内外宫观舍置田在京不得过五十顷、在外不得过三十顷。